# Deuillet
Deuillet es una comuna francesa, situada en el departamento de Aisne, de la región de Alta Francia.

## Demografía
| 105 | 100 | 108 | 149 | 159 | 165 | 183 | 221 |
| Para los censos de 1962 a 1999 la población legal corresponde a la población sin duplicidades (Fuente: INSEE [Consultar]) |     |     |     |     |     |     |     |